# HD 143787
HD 143787 är en ensam stjärna belägen i den mellersta delen av stjärnbilden Skorpionen. Den har en  skenbar magnitud av ca 4,97 och är svagt synlig för blotta ögat där ljusföroreningar ej förekommer. Baserat på parallax enligt Gaia Data Release 2 på ca 14,4 mas, beräknas den befinna sig på ett avstånd på ca 227 ljusår (ca 70 parsek) från solen. Den rör sig närmare solen med en heliocentrisk radialhastighet på ca -38 km/s och beräknas komma inom ett avstånd av 106,4 ljusår från solen om 1,2 miljoner år.

## Egenskaper
HD 143787 är en orange till röd jättestjärna av spektralklass K3 III. Den anses ingå i den röda klumpen, vilket anger att den befinner sig på den horisontella jättegrenen och genererar energi genom termonukleär fusion av helium i dess kärna. Den har en massa som är ca 1,3 solmassor, en radie som är ca 10 solradier och har ca 62 gånger solens utstrålning av energi från dess fotosfär vid en effektiv temperatur av ca 4 400 K.